# Gare de Montataire
La gare de Montataire est une gare ferroviaire française de la ligne de Creil à Beauvais, située sur le territoire de la commune de Montataire, à 1 100 m du centre ville, dans le département de l'Oise en région Hauts-de-France.
C'est une gare de la Société nationale des chemins de fer français (SNCF) desservie par des trains TER Hauts-de-France.

## Situation ferroviaire
Établie à 31 m d'altitude, la gare de Montataire est située au point kilométrique (PK) 53,158 de la ligne de Creil à Beauvais entre les gares ouvertes de Creil et de Cramoisy.

## Histoire
Le 9 mai 1882, le montant estimé du cout, de l'installation d'une halte à voyageurs, pour la Compagnie des chemins de fer du Nord est de 29 924,52 fr.

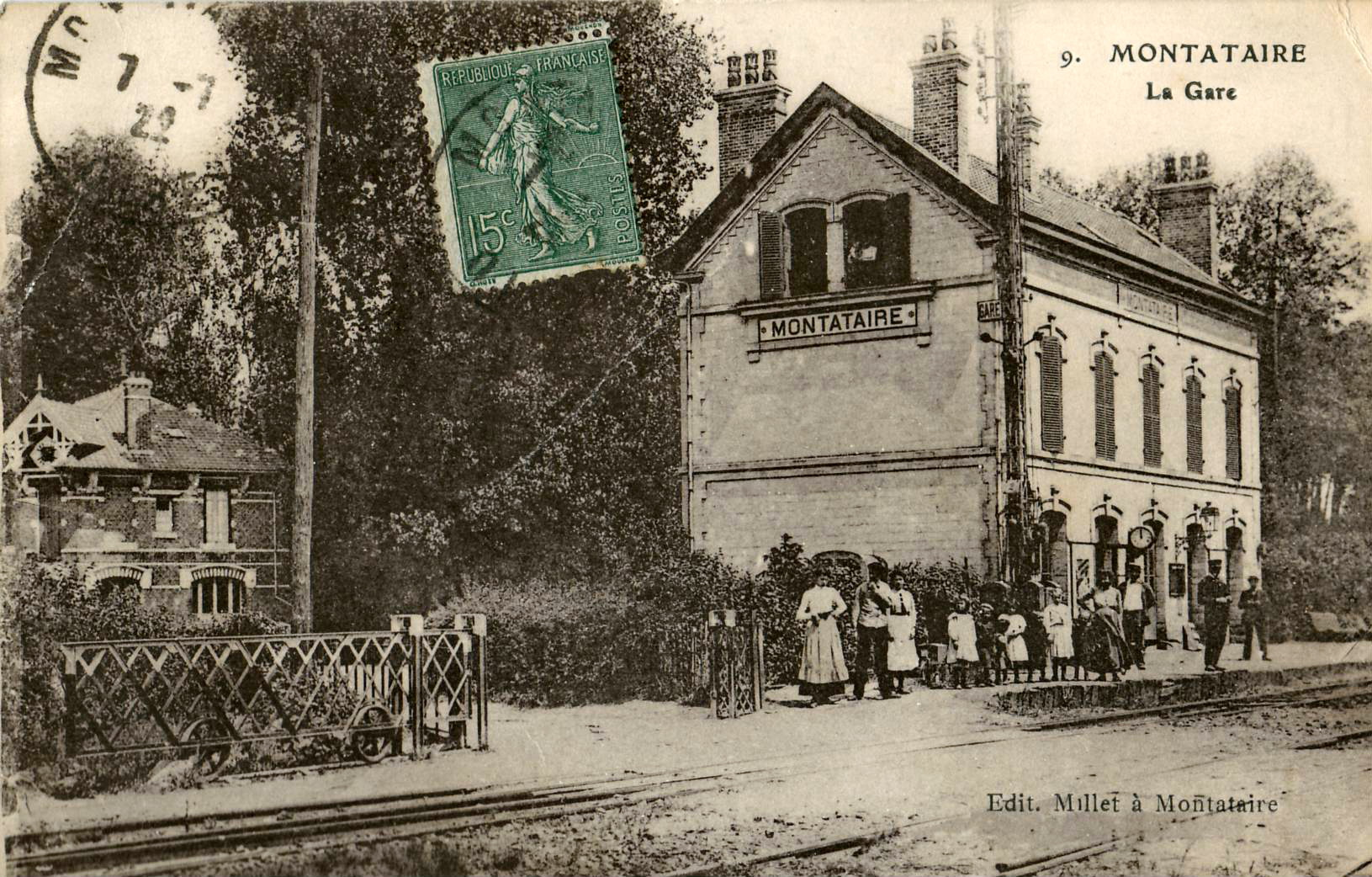
La gare vers 1920

## Service des voyageurs

### Accueil
Gare SNCF, elle dispose d'un bâtiment voyageurs, avec guichets, ouvert tous les jours. Elle est notamment équipée d'automates pour l'achat de titres de transport. 
Un passage planchéié permet la traversée des voies et la circulation d'un quai à l'autre.

### Desserte
Montataire est desservie par des trains TER Hauts-de-France qui effectuent des missions entre les gares de Creil, et de Beauvais. En 2009, la fréquentation de la gare était de 167 voyageurs par jour.

### Intermodalité
Un parking pour les véhicules y est aménagé.
La gare est desservie par les lignes A et F ainsi que par le service de transport à la demande AXO+3 du réseau AXO.

## Patrimoine ferroviaire
Le bâtiment voyageurs (B.V.), construit par la Compagnie des chemins de fer du Nord, est utilisé pour l’accueil des voyageurs. Il s'agit d'un bâtiment à étage de cinq travées sous un toit à deux pentes, avec une très courte aile de service à toiture en demi-croupe. Identique à celui de la gare de Pierrelaye, ce bâtiment à la façade en pierre de taille, ne correspond pas aux types de B.V. standards des Chemins de fer du Nord[réf. nécessaire].
- des cartes postales d'époque montrent que le bâtiment était initialement dépourvu d'aile latérale[4] ;
- comme à Montataire, le pignon de gauche est percé de deux fenêtres éclairant les combles tandis que celui de droite n'en possède qu'une ;
- le nom de la gare et l'inscription "Chemin de fer du Nord" sont écrits sur la façade en carreaux de céramique.

## Galerie de photos

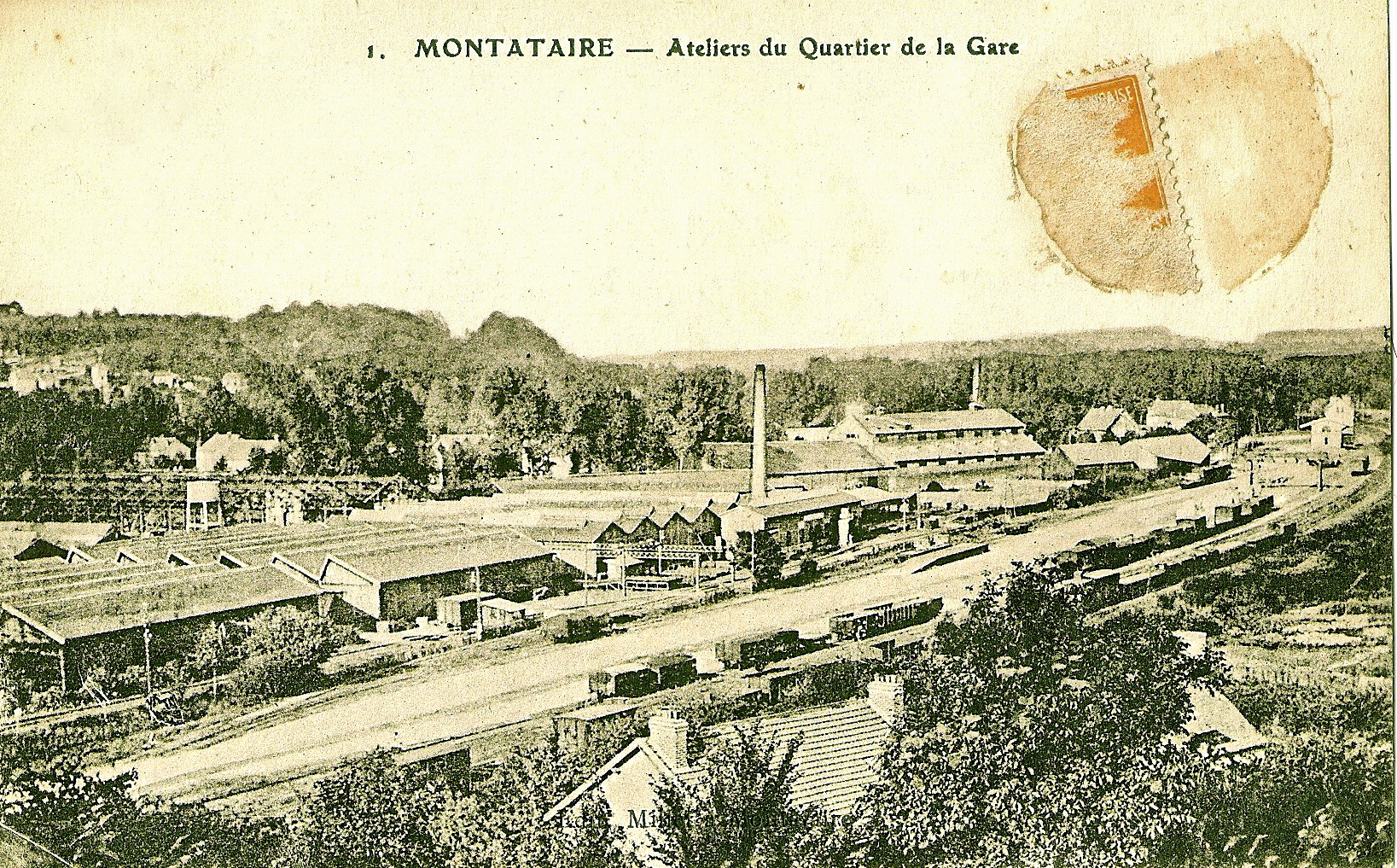
Les ateliers du quartier de la gare vers 1920.
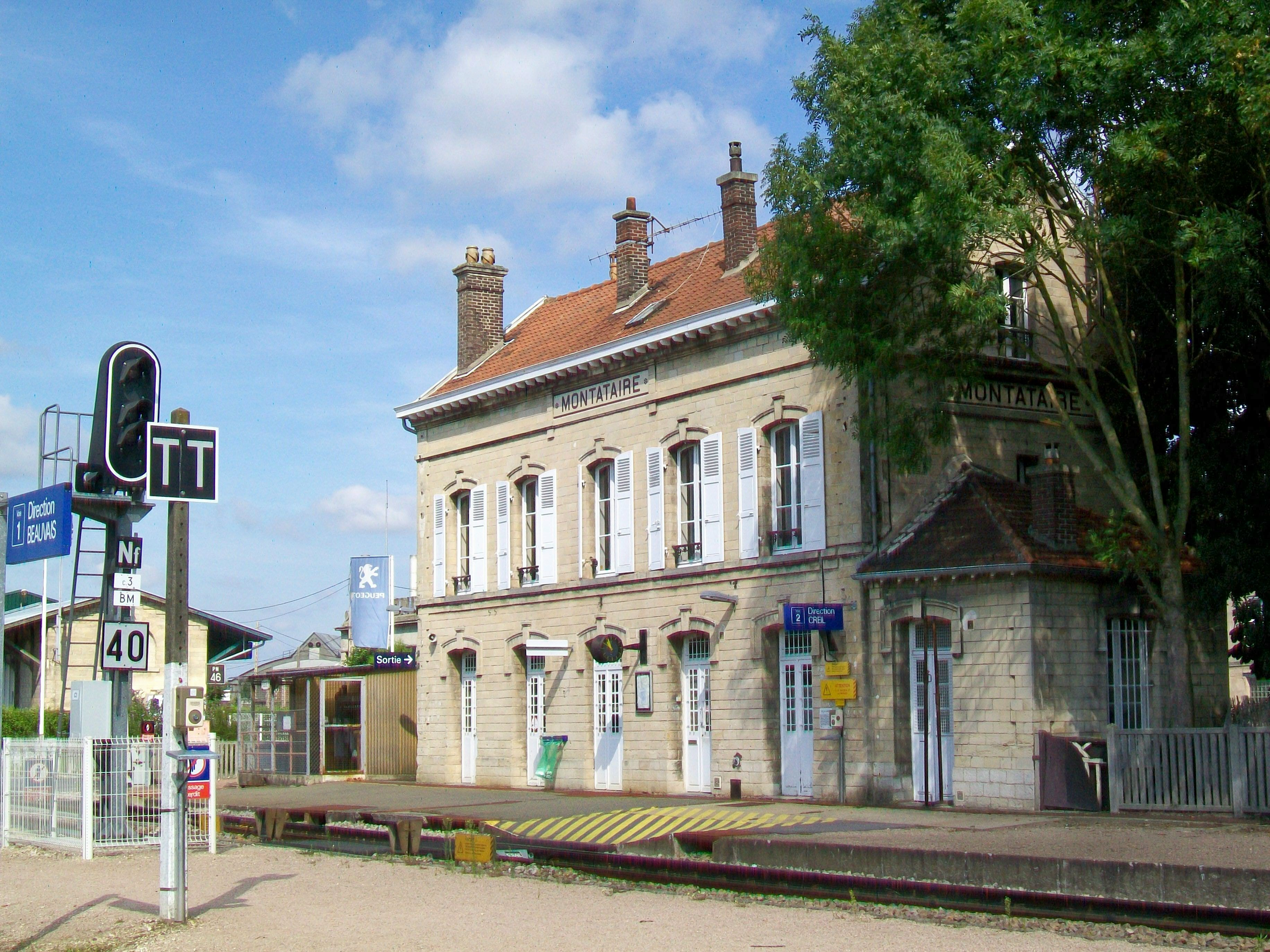
L'intérieur de la gare en 2011.